# Phobocampe quercus
Phobocampe quercus är en stekelart som beskrevs av Horstmann 2008. Phobocampe quercus ingår i släktet Phobocampe och familjen brokparasitsteklar. Inga underarter finns listade i Catalogue of Life.